# Alessandra M.V. Lucinda
Alessandra M.V. Lucinda est une Ichtyologiste neotropical - Zoologiste Brésilienne.

## Biographie
Laboratoire d'ichtyologie systématique à l'Université fédérale du Tocantins au Brésil.